# リンクマン
リンクマンとは、物事を「つなぐ人」を指す言葉。人と人、あるいは組織と組織などの間を結ぶキーとなる人物のこと。

## サッカーのリンクマン
サッカーでは、リンクマンとは選手のポジション、または役割を表す言葉。そして過去と現在では、若干、意味合いが異なる。
1. （昔のリンクマン）フォワードとフルバックの間に位置する、中盤を構成するプレーヤーのこと。攻撃と守備を『リンクさせる人』。ハーフバック、ミッドフィルダーと同じ。
2. （現在のリンクマン）
  1. 守備陣が奪ったボールをフォワードに「つなぐ」役割の選手のこと。攻撃の組み立てにおいて中心的役割を担う。
  2. フォワードのタイプの一つで、自ら得点を取るだけではなく、センターフォワードの周囲を動き回り、彼のためにゴールのお膳立てもする役割の選手のこと。→セカンドストライカー。